# Go!Go!9nine
『Go!Go!9nine』（ゴー!ゴー!ナイン）は、TOKYO MXで2010年9月27日から2011年3月28日まで毎週月曜日24:00 - 24:30放送されたドキュメンタリー・バラエティ番組。ソニー・ミュージックエンタテインメントによるプロジェクト『E!TV』の一番組である。

## 概要
パフォーマンスガールズユニット9nineが日々努力しながら、スターダムに駆け上がっていく姿を追いかけていくドキュメンタリー・バラエティ番組。
最初の2週は、7月下旬に行われたメンバー選抜についてのドキュメンタリー『緊急特番 パフォーマンスガールズ・ユニット9nine誕生SP』が放送された。

## 出演者

### レギュラー
- 9nine
  - 佐武宇綺（うっきー）
  - 西脇彩華（ちゃあぽん）
  - 吉井香奈恵（かんちゃん）
  - 川島海荷（うみか）
  - 村田寛奈（ひろろ）

### 天の声
- 藤本たかひろ

### ゲスト
- 金子ヒロム - 「ロックTシャツクイズ!」に講師として3回出演。
- Junko☆ - 「9nineが教える『Cross Over』振り付け完全マニュアル!」と「9nineの挑戦･村田寛奈 ダンスを学ぶ」に講師として出演。

ほか

## コーナー
Which do you 9nine?
2択問題に答える企画。出題された2択問題に9nineとしてどうあるべきかを考え、5人全員が一致した場合、GO!GO!9nineのオフィシャルルールとして決定し、『Happy 9nine!』と言ってお祝いする。
ぶちゃっけ9nine!
視聴者から寄せられた質問をガチャガチャを使ってメンバーが答えていく企画。
レジェンドティーチャー
伝説のアーティストから学び、今後の9nineの活動に生かしていく企画。初回はマイケル・ジャクソン。
ロックTシャツクイズ!
「音楽とファッション」を学ぶ企画。スタジオに並べられたTシャツの中から、流れた楽曲が誰の曲なのかを考え、そのアーティストのTシャツを選ぶ。

## 放送日・企画
| 回   | 放送日         | 放送内容・テーマ                                                                                                 | ゲスト                                 |
| ---- | -------------- | --- | -------------------------------------- |
| 1    | 2010年 9月27日 | - 緊急特番 パフォーマンスガールズ･ユニット9nine誕生SP                                                            | -                                      |
| 2    | 10月4日        | - 緊急特番 パフォーマンスガールズ･ユニット9nine誕生SP                                                            | -                                      |
| 3    | 10月11日       | - 「Go!Go!9nine」放送開始記念記者会見                                                                            | -                                      |
| 4    | 10月18日       | - Which do you 9nine?                                                                                            | -                                      |
| 5    | 10月25日       | - Go!Go!9nineゲーム - 9nineの挑戦･西脇彩華 韓国文化を学ぶ                                                        | -                                      |
| 6    | 11月1日        | - Which do you 9nine? - 9nineの挑戦･佐武宇綺 ファッションを学ぶ                                                  | -                                      |
| 7    | 11月8日        | - 「Cross Over」PV完成SP                                                                                         | Junko☆                                 |
| 8    | 11月15日       | - 9nine初LIVEスペシャル!!                                                                                        | -                                      |
| 9    | 11月22日       | - ぶっちゃけ9nine! - 9nineの挑戦･村田寛奈 ダンスを学ぶ                                                           | Junko☆,nisshy☆, REE,ちゅう,YOUCAN, ARI |
| 10   | 11月29日       | - ロックTシャツクイズ! - 9nineの挑戦･佐武宇綺 ファッションを学ぶ 続編 - 9nineの挑戦･西脇彩華 韓国文化を学ぶ 続編 | 金子ヒロム                             |
| 11   | 12月6日        | - レジェンドティーチャー - 9nine 横浜アリーナLIVE                                                                | Aqua Timez                             |
| 12   | 12月13日       | - 9nine「Cross Over」リリースイベントSP - 出張!!ぶっちゃけ9nine!                                                 | -                                      |
| 13   | 12月20日       | - ロックTシャツクイズ! - クリスマスイベントLIVE                                                                  | 金子ヒロム                             |
| 14   | 12月27日       | - 年末大放出!ぶっちゃけ9nine! - 9nineの挑戦･村田寛奈 ダンスを学ぶ 続編                                           | -                                      |
| 15   | 2011年 1月3日  | - 「Cross Over」リリースからの1ヶ月の活動に密着 - 佐武宇綺フォトダイアリー                                       | -                                      |
| 16   | 1月10日        | - 未公開お蔵出しSP ぴょんぴょんカエルトーク ダンスリレーGAME                                                     | -                                      |
| 17   | 1月17日        | - ファン感謝SP - 9nineの挑戦･吉井香奈恵 ヴォーカルレッスン                                                       |                                        |
| 18   | 1月24日        | - フォトギャラリー企画!                                                                                          |                                        |
| 19   | 1月31日        | - ロックTシャツクイズ! - 9nineの挑戦･吉井香奈恵 ヴォーカルレッスン 続編                                          | 金子ヒロム                             |
| 20   | 2月7日         | - ヴァレンタイン先取りで大プレゼント大会! - 9nineの挑戦･村田寛奈 ダンスを学ぶ 続編                               |                                        |
| 21   | 2月14日        | - 「SHINING☆STAR」完成記念!新オープニングをみんなで作っちゃいますSP - 「SHINING☆STAR」レコーディングに独占密着!  |                                        |
| 22   | 2月21日        | - 「SHINING☆STAR」PV独占密着SP!                                                                                  |                                        |
| 23   | 2月28日        | - プレゼント大ゲーム第二弾!                                                                                      |                                        |
| 24   | 3月7日         | - SHINING☆STARダンス完全マスターSP!                                                                              |                                        |
| 25   | 3月14日        | - 「SHINING☆STAR」リリース記念 お世話になっているみなさんに感謝を込めて「輝く!笑顔☆満載!」SP - 答えてGo!Go!9nine |                                        |
| 26   | 3月21日        | - SHINING☆STARリリースイベントSP                                                                                 |                                        |
| 最終 | 3月28日        | - 9nine成長の軌跡SP                                                                                              |                                        |